# Championnats d'Europe de cyclisme sur route 2016
Navigation
Édition précédente Édition suivante
Les championnats d'Europe de cyclisme sur route 2016 ont lieu du 14 au 18 septembre 2016 à Plumelec, en Bretagne.
Ils étaient initialement prévus à Nice, qui renonce pour des raisons de sécurité à la suite de l'attentat terroriste du 14 juillet.
L'Union européenne de cyclisme reçoit alors plusieurs candidatures venant du comté du Yorkshire en Grande-Bretagne, de la province italienne du Trentin, de la région des Marches également en Italie et la candidature française de la région Bretagne associé au département du Morbihan. Finalement, c'est cette dernière qui est retenue.
Au total douze titres sont décernés, six en contre-la-montre et six en course en ligne. 
Pour la première fois, les professionnels sont autorisés à prendre part au championnat d'Europe (aussi bien chez les hommes que chez les femmes). Autre nouveauté, la catégorie élites fait son apparition chez les féminines et prend part aux épreuves avec la catégorie espoir (moins de 23 ans).

## Programme
| Date                  | Horaires | Événement                | Distance |
| --------------------- | -------- | ------------------------ | -------- |
| Mercredi 14 septembre | 09 h 30  | Femmes - Juniors         | 12,9 km  |
| Mercredi 14 septembre | 12 h 00  | Hommes - Espoirs         | 25,0 km  |
| Mercredi 14 septembre | 14 h 00  | Hommes - Juniors         | 25,0 km  |
| Jeudi 15 septembre    | 10 h 30  | Femmes - Élite & Espoirs | 25,0 km  |
| Jeudi 15 septembre    | 14 h 00  | Hommes - Élite           | 44,0 km  |

| Date                  | Horaires | Événement                | Distance | Tours |
| --------------------- | -------- | ------------------------ | -------- | ----- |
| Vendredi 16 septembre | 10 h 00  | Femmes - Juniors         | 69,5 km  | 5     |
| Vendredi 16 septembre | 13 h 30  | Hommes - Juniors         | 125,1 km | 9     |
| Samedi 17 septembre   | 09 h 00  | Hommes - Espoirs         | 152,9 km | 11    |
| Samedi 17 septembre   | 14 h 00  | Femmes - Élite & Espoirs | 111,2 km | 8     |
| Dimanche 18 septembre | 10 h 30  | Hommes - Élite           | 236,3 km | 17    |

## Parcours
| Événement                | Distance | Tracé  | Profil |
| ------------------------ | -------- | ------ | ------ |
| Femmes - Juniors         | 12,9 km  | [ 4 ]  | [ 5 ]  |
| Hommes - Espoirs         | 25,0 km  | [ 6 ]  | [ 7 ]  |
| Hommes - Juniors         | 25,0 km  | [ 8 ]  | [ 9 ]  |
| Femmes - Elite & Espoirs | 25,0 km  | [ 10 ] | [ 11 ] |
| Hommes - Elite           | 44,0 km  | [ 12 ] | [ 13 ] |

| Événement                | Distance | Tours | Tracé  | Profil |
| ------------------------ | -------- | ----- | ------ | ------ |
| Femmes - Juniors         | 69,5 km  | 5     | [ 14 ] | [ 15 ] |
| Hommes - Juniors         | 125,1 km | 9     | [ 16 ] | [ 15 ] |
| Hommes - Espoirs         | 152,9 km | 11    | [ 17 ] | [ 15 ] |
| Femmes - Elite & Espoirs | 111,2 km | 8     | [ 18 ] | [ 15 ] |
| Hommes - Elite           | 236,3 km | 17    | [ 19 ] | [ 15 ] |

## Podiums

### Hommes
| Compétitions     | Or                    | Argent             | Bronze          |
| Hommes - élites  |                       |                    |                 |
| Course en ligne  | Peter Sagan           | Julian Alaphilippe | Daniel Moreno   |
| Contre-la-montre | Jonathan Castroviejo  | Victor Campenaerts | Moreno Moser    |
| Hommes - Espoirs |                       |                    |                 |
| Course en ligne  | Aleksandr Riabushenko | Bjorg Lambrecht    | Andrea Vendrame |
| Contre-la-montre | Lennard Kämna         | Filippo Ganna      | Rémi Cavagna    |
| Hommes - Juniors |                       |                    |                 |
| Course en ligne  | Nicolas Malle         | Émilien Jeannière  | Tadej Pogačar   |
| Contre-la-montre | Alexys Brunel         | Marc Hirschi       | Iver Knotten    |

### Femmes
| Compétitions     | Or                   | Argent                | Bronze               |
| Femmes - élites  |                      |                       |                      |
| Course en ligne  | Anna van der Breggen | Katarzyna Niewiadoma  | Elisa Longo Borghini |
| Contre-la-montre | Eleonora van Dijk    | Anna van der Breggen  | Olga Zabelinskaïa    |
| Femmes - Espoirs |                      |                       |                      |
| Course en ligne  | Katarzyna Niewiadoma | Cecilie Uttrup Ludwig | Séverine Eraud       |
| Contre-la-montre | Anastasiia Iakovenko | Kseniya Tuhai         | Lisa Klein           |
| Femmes - Juniors |                      |                       |                      |
| Course en ligne  | Liane Lippert        | Elisa Balsamo         | Sophie Wright        |
| Contre-la-montre | Lisa Morzenti        | Alessia Vigilia       | Juliette Labous      |

## Tableau des médailles
| Rang  | Nation          | Or | Argent | Bronze | Total |
| ----- | --------------- | -- | ------ | ------ | ----- |
| 1     | France          | 2  | 2      | 3      | 7     |
| 2     | Pays-Bas        | 2  | 1      | 0      | 3     |
| 3     | Allemagne       | 2  | 0      | 1      | 3     |
| 4     | Italie          | 1  | 3      | 3      | 7     |
| 5     | Biélorussie     | 1  | 1      | 0      | 2     |
| 5     | Pologne         | 1  | 1      | 0      | 2     |
| 7     | Espagne         | 1  | 0      | 1      | 2     |
| 7     | Russie          | 1  | 0      | 1      | 2     |
| 9     | Slovaquie       | 1  | 0      | 0      | 1     |
| 10    | Belgique        | 0  | 2      | 0      | 2     |
| 11    | Danemark        | 0  | 1      | 0      | 1     |
| 11    | Suisse          | 0  | 1      | 0      | 1     |
| 13    | Grande-Bretagne | 0  | 0      | 1      | 1     |
| 13    | Norvège         | 0  | 0      | 1      | 1     |
| 13    | Slovénie        | 0  | 0      | 1      | 1     |
| Total | Total           | 12 | 12     | 12     | 36    |

## Diffuseurs
La liste des diffuseurs est la suivante
 :
- Belgique : Één
- Danemark : TV2 Sport
- France : France 3, Eurosport France
- Norvège : NRK2, NRK2, NRK1
- Europe (54 pays) : Eurosport International, Eurosport Player
- Royaume Uni : Eurosport UK
- Asie (17 pays) : Eurosport Asia
- Pays-Bas : NPO 1